# 2009年Billboard Japan Hot 100シングル1位の一覧
2009年のBillboard Japan Hot 100チャートシングル1位の一覧である。